# رودولف پوتچ
رودولف پوتچ (چکی: Rudolf Potsch؛ زادهٔ ۱۵ مهٔ ۱۹۳۷) بازیکن هاکی روی یخ اهل چکسلواکی بود.